# Ploče iza Grada
Ploče iza Grada su dubrovačko naselje i gradski kotar.

## Općenito
Ploče iza Grada su urbano stambeno naselje u kojem su smješteni brojni hoteli visokokategornici.

## Zemljopisni položaj
Nalaze se istočno od stare gradske jezgre, podno jugoistočnih padina brda Srđ na sjeveru, rta Orsula na istoku, Jadranskog mora na jugu te gornje postaje žičare na zapadu.

## Povijest

### Nastanak i razvoj
Ploče su se razvijale usporedno sa starim dijelom grada Dubrovnika. Imale su važnu ulogu za vrijeme Dubrovačke republike jer su na Pločama bili smješteni Lazareti, prva karantena u Europi. Nitko od pridošlica nije mogao ući u Dubrovnik, a da prethodno nije proveo određeno vrijeme u karanteni. Takva predostrožnost je uvedena u vrijeme kad je kuga harala Europom i to isključivo da bi se spriječilo širenje te opake bolesti unutar zidina.
Razvojem turizma u Dubrovniku, na Pločama je izgrađeno nekoliko hotela visokokategornika: Excelsior, Villa Argentina, Villa Dubrovnik, Villa Orsula te jedini još uvijek neobnovljeni hotel Belvedere. Hotel Belvedere izgrađen je 1985. i šest sezona radio je kao najluksuzniji dubrovački hotel. Bio je kapaciteta 393 kreveta u 229 soba, a zapošljavao je 190 djelatnika.
Hotel Belvedere je pretrpio brojna oštećenja od granata te je devastiran i uništen tijekom Domovinskog rata, kada je bio prva crta obrane Dubrovnika i kraj kojeg se nalazio položaj pripadnika Hrvatske vojske. 
Prva žrtva agresije na Dubrovnik bio je dubrovački pjesnik Milan Milišić koji je poginuo od krhotine granate ispaljene s topovnjače JRM.

## Stanovništvo
Gradski kotar Ploče iza Grada ima oko 7.000 stanovnika, većinom Hrvata.

## Nazivi naselja
Gradski kotar Ploče iza Grada je podijeljen u nekoliko naselja:
- Ploče
- Žičara
- Viktorija
- Orkanski visovi
- Zlatni potok
- Sveti Jakov

## Gospodarstvo
Ploče iza Grada su turistički jedan od najrazvijenijih dijelova grada Dubrovnika. Tu su smješteni brojni hoteli, među kojima su najpoznatiji Excelsior, Argentina i Vila Dubrovnik, te nekada najbolji Belvedere, koji je još uvijek u ruševnom stanju. Pored hotela tu se nalaze turističke i rent-a-car agencije, najpoznatija dubrovačka plaža Banje, plaža Sveti Jakov te ostali turistički sadržaji, a u novije vrijeme uređen je najistočniji dio ovog kotara gdje je nastao Park Orsula. Park Orsula je nastao oko crkvice sv. Orsule, zaboravljenog arheološkog lokaliteta i pruža jedinstven ugođaj ljetne noćne pozornice i jedan drugačiji pogled na Dubrovnik sa starog trgovačkog puta koji je na tom mjestu djelomično obnovljen.
Stanovništvo Ploča iza Grada u velikom dijelu iznajmljuje privatne apartmane, koji su izgrađeni u obiteljskim kućama, turistima i ostalim gostima grada.

## Promet
Ploče su s ostalim dijelovima grada povezane redovitim linijama 5 (Viktorija-hotel Neptun) i 8 (Viktorija - Pošta Gruž) javnog prometnog poduzeća Libertas. Od srpnja 2010. godine Ploče su povezane sa Srđom žičarom.